# Command Performance
Command Performance ist ein US-amerikanischer Actionfilm aus dem Jahr 2009 unter der Regie von Dolph Lundgren, welcher ebenfalls die Hauptrolle spielt.

## Handlung
Im Jahr 1991 scheitert der Putschversuch am russischen Präsidenten Gorbatschow. Die Putschisten werden verhaftet. Marschall Kazov, der Anführer, entzieht sich seiner Verhaftung durch Staatsanwalt Petrov, indem er seine Frau und sich erschießt. Sein Sohn Oleg muss dies hilflos mit ansehen.
18 Jahre später ist Petrov Präsident der Russischen Föderation. Auf seinen Wunsch hin tritt das US-amerikanische Pop-Sternchen Venus in Moskau auf. Petrov besucht dieses Konzert mit seinen beiden Töchtern. Während des Konzerts stürmen Terroristen den Saal, schießen wahllos in die Menge und nehmen den Präsidenten, seine Töchter und Venus als Geiseln. Der Anführer der Terroristen ist Oleg Kazov. Zunächst täuscht er die angerückten Sicherheitskräfte mit einer Lösegeldforderung über sein wahres Motiv, der Rache an Petrov.
Joe, der Drummer der Vorband von Venus, entkommt den Terroristen, da er sich zum Kiffen auf die Toilette zurückgezogen hatte. Während er einen Fluchtweg sucht, wird er Zeuge der Vorbereitung der Hinrichtung zweier Leibwächter des Präsidenten. Er greift ein und rettet so einem der Leibwächter das Leben. Gemeinsam dezimieren sie die Terroristen und befreien Venus und den Präsidenten.
Doch Kazov gibt sich nicht geschlagen. Er verkabelt eine Tochter des Präsidenten mit Sprengstoff und flieht. Präsident Petrov und Joe können ihn stellen und während Petrov seine Tochter vom Sprengstoff befreit, kämpfen Joe und Kazov miteinander. Joe besiegt Kazov, doch dieser versucht mit letzter Kraft, die Bomben zu zünden. Daraufhin wird er von Petrov erschossen.

## Kritiken
„Amtlich was auf die Fresse – rockt aber nicht.“

„Dolph Lundgren [...] liefert mit Command Performance einen soliden und kräftigen Actionfilm ab. Zwar verläuft sich die Story immer mal wieder in Nebensächlichkeiten, aber wenn der blonde Hüne ins Bild kommt, dann scheppert's. Und genau das wird von einem Film wie diesem hier erwartet.“

„Ganz auf Regisseur, Autor und Hauptdarsteller Dolph Lundgren zugeschnittener, weitgehend vorhersehbarer Actionfilm, der ungewollt die schauspielerische Leistungsgrenze seines Hauptdarstellers aufzeigt.“

## Hintergrund
Die Idee zu diesem Film hatte Dolph Lundgren, als Madonna ein Konzert für Präsident Putin gab.

## Veröffentlichungen
Der Film erschien am 19. Januar 2010 auf DVD und Blu-ray Disc. Beide Versionen enthalten neben dem Film eine Fotogalerie, ein Making-of und einen Trailer als Bonusmaterial. Die deutsche FSK-18-Fassung ist geschnitten.